# Bernardo Maria De Rubeis
Bernardo Maria De Rubeis, noto anche come Bernardo de Rossi (Cividale del Friuli, 8 gennaio 1687 – Venezia, 25 gennaio 1775), è stato un teologo, storico e domenicano italiano.

## Biografia
Nato come Giovanni Francesco, prese il nome di Bernardo Maria quando fece la sua professione religiosa tra i domenicani a Conegliano nel 1704. In seguito studiò a Firenze e Venezia. Ha insegnato a Venezia per quindici anni, ed è stato due volte vicario generale della sua provincia. Nel 1722 fu teologo alla ambasciata veneziana presso Luigi XV e rimase a Parigi per cinque mesi. Si dimise dalla sua cattedra nel 1730 e dedicò il resto della sua vita all'attività letteraria.
La sua santità e cultura gli hanno conquistato una vasta reputazione e la sua corrispondenza con i grandi uomini del suo tempo riempie nove volumi. Le sue opere, scritte in latino elegante, mostrano una vasta erudizione e una mente al tempo stesso critica e profonda. Tra i suoi scritti dogmatici bisogna menzionare "De Peccato Originali" (1757).
È famoso soprattutto per la sua nuova edizione delle opere di Tommaso d'Aquino con un commento (1745-60, 24 vol.). Fu anche autore di trentadue dissertazioni sulla vita e gli scritti di Tommaso d'Aquino, che sono stati collocati nel primo volume dell'edizione Leonina delle opere di San Tommaso.
De Rossi è anche uno scrittore di materie storiche, patristiche e liturgiche. Oltre alle sue numerose opere pubblicate, ha lasciato trenta volumi di manoscritti.

## Opere
- (LA) De nummis patriarcharum Aquilejensium, Venetiis, J. B. Pasquali, 1747.
- De peccato originali,  Venetiis,  1757
- (LA) De una sententia damnationis in Acacium episcopum constantinopolitanum, Venetiis, E Typographia Bartholomæi Javarina, 1729.
- De rebus Congregationis sub titulo Beati Jacobi Salomonii...,  Venetiis,  1760
- (LA) De schismate ecclesiae Aquilejensis dissertatio historica, Venetiis, Giavarina, 1732.
- (LA) Monumenta Ecclesiae Aquileiensis: commentario historico-chronologico-critico illustrata, Venetiis, Argentinae, 1740. URL consultato il 10 giugno 2019.
- Divi Thomae Aquinatis ... Opera, Venetiis,  1745-1760 (28 voll.)